# Dorotheergasse
Die Dorotheergasse (Aussprache: Dorothe-ergasse) befindet sich im 1. Wiener Gemeindebezirk, der Inneren Stadt. Sie ist nach dem 1414–1786 hier gelegenen Augustiner-Chorherrenstift St. Dorothea benannt.

## Geschichte

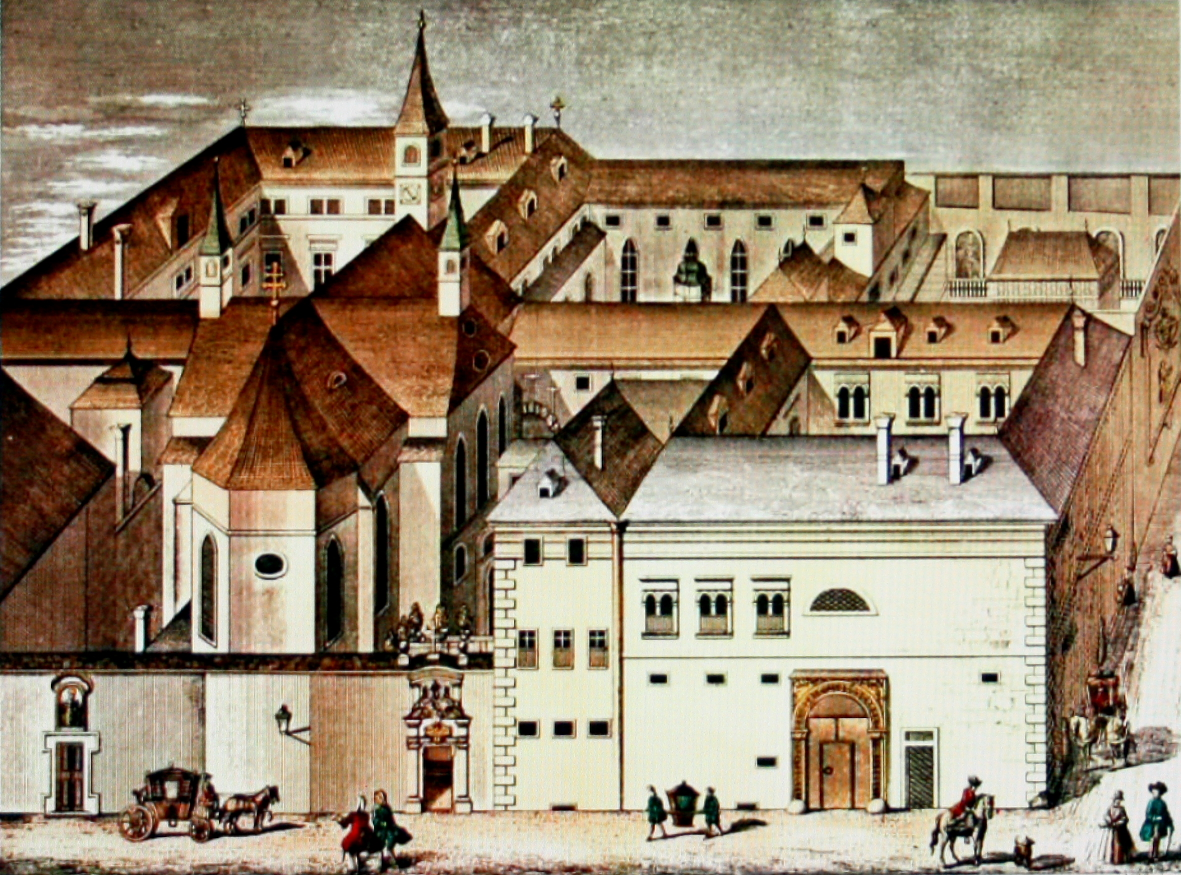
Das ehemalige Königinkloster im Bereich der heutigen Dorotheergasse 16–18

Im Mittelalter bildete die Dorotheergasse die Grenze zwischen zwei Äckern südlich des Grabens. Im Zuge der Stadterweiterung wurde sie Anfang des 13. Jahrhunderts in das Stadtgebiet von Wien einbezogen. Um 1300 und auch 1314 und 1371 hieß sie Verberstraße, wohl nach hier ansässigen flämischen Tuchfärbern. Nachdem Anfang des 15. Jahrhunderts an der Straße das Kloster St. Dorothea gegründet worden war, tauchte 1440 sowie 1453 und 1495 der Name St. Dorotheengasse auf. In der Folge waren beide Bezeichnungen gebräuchlich. Belegt sind 1525 Verberstraße, 1547 Färbergassen oder Sanndt Dorothegassen, 1563 und 1664 Dorotheagasse und schließlich 1701 Dorotheergasse.
Die Dorotheergasse wurde eine der vornehmsten Gassen Wiens, weil hier 1582 im Auftrag der Habsburgerin und verwitweten Königin von Frankreich, Elisabeth (1554–1592), ein Clarissenkloster („Maria, Königin der Engel“; daher der Kurzname Königinkloster) errichtet wurde (Elisabeth selbst wohnte von 1582 an im gleichen Häuserblock im Eckhaus Bräunerstraße 13 / Josefsplatz 5, direkt gegenüber der Hofburg) und vom 17. Jahrhundert an zahlreiche Würdenträger des sehr nahe gelegenen Hofes hier wohnten. 1687, vier Jahre nach der zweiten und letzten Türkenbelagerung Wiens, wurde die Dorotheergasse im Auftrag Kaiser Leopolds I. probeweise mit Laternen mit Talglichtern beleuchtet. Nach erfolgreicher Erprobung dehnte man diese Straßenbeleuchtung 1688 auf das ganze damalige Wien aus.

## Lage und Charakteristik
Die Dorotheergasse verläuft vom Graben in südwestlicher Richtung bis zur Augustinerstraße. Historisch bedingt ist die Baulinie der Gasse unregelmäßig; die Mündungen zum Graben und zur Augustinerstraße sind flaschenhalsartig verengt. Von der Augustinerstraße bis zur Stallburggasse wird die Dorotheergasse als Einbahnstraße geführt, von der Stallburggasse bis zum Graben bildet sie eine Sackgasse, da der Graben und der anschließende Beginn der Dorotheergasse Fußgängerzone sind und somit eine Weiterfahrt mit dem Auto nicht möglich ist. Der Autoverkehr in der Gasse besteht zum Großteil aus Zulieferverkehr, während hier ein hohes Fußgängeraufkommen herrscht.

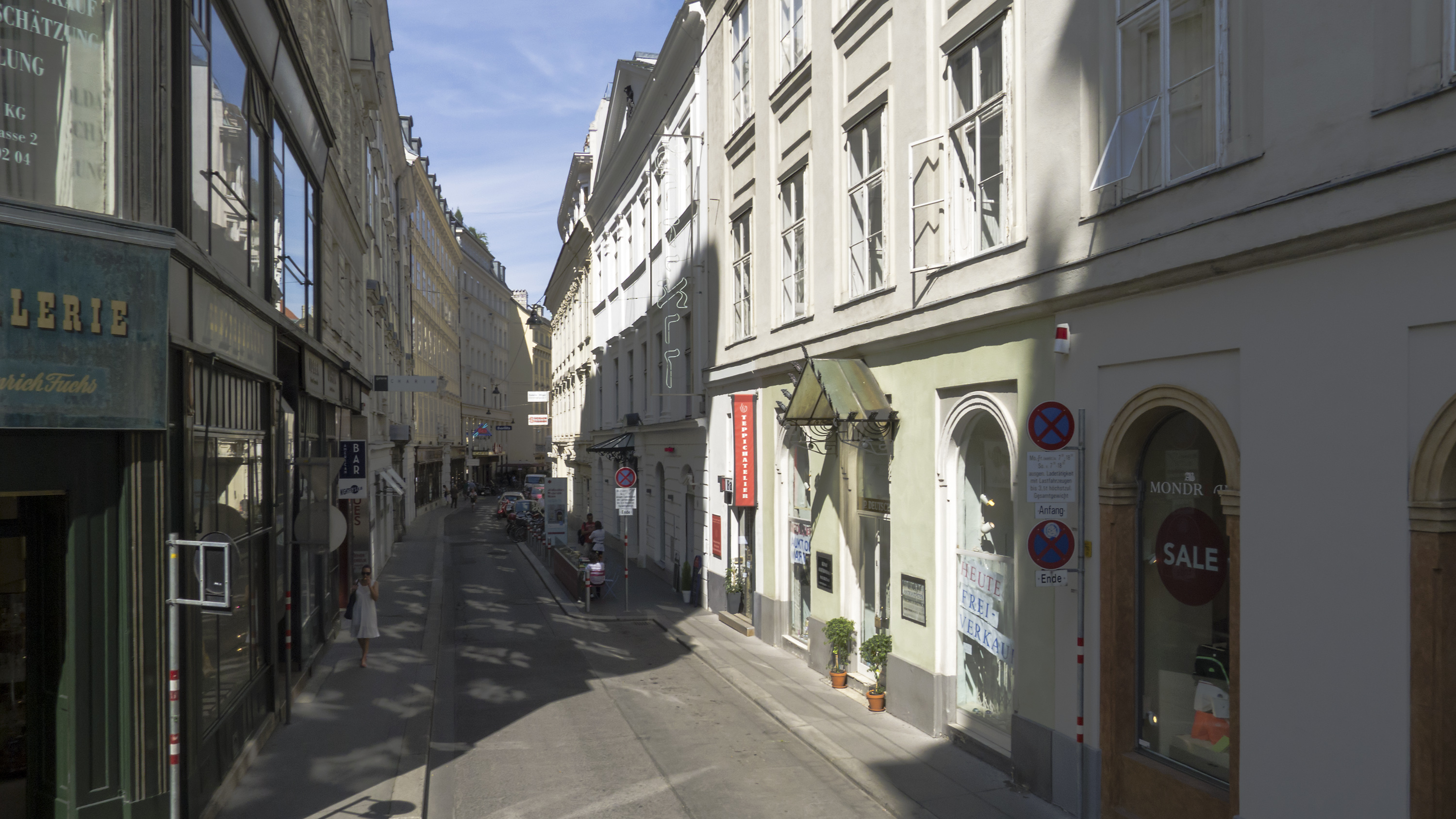
Dorotheergasse von der Plankengasse nach Norden

Seit dem 19. Jahrhundert liegt das Zentrum des Protestantismus in Wien in der Dorotheergasse; sowohl die lutherische als auch die reformierte Stadtkirche befinden sich hier. Seit 1993 befindet sich das Jüdische Museum Wien in der Dorotheergasse 11.
In der Dorotheergasse ist eine Konzentration von Kunsthandlungen und Galerien zu bemerken. Hier befinden sich angesehene Häuser wie die Galerie Hilger und das ehemals staatliche Auktionshaus Dorotheum. Ebenfalls an der Dorotheergasse ansässig ist die führende Musikalienhandlung Wiens, der Musikverlag Doblinger.
Gastronomisch sind hier das Café Hawelka und das für seine Brötchen bekannte Unternehmen Trześniewski angesiedelt; in der Nähe des Grabens befindet sich das Graben-Hotel, gegenüber bestand das Casanova Revuetheater, heute CasaNova Vienna genannt.
Die Gebäude an der Dorotheergasse stehen (mit zwei Ausnahmen) unter Denkmalschutz, sind aber stilistisch heterogen: von der Barockzeit angefangen bis zur Nachkriegszeit.

## Gebäude

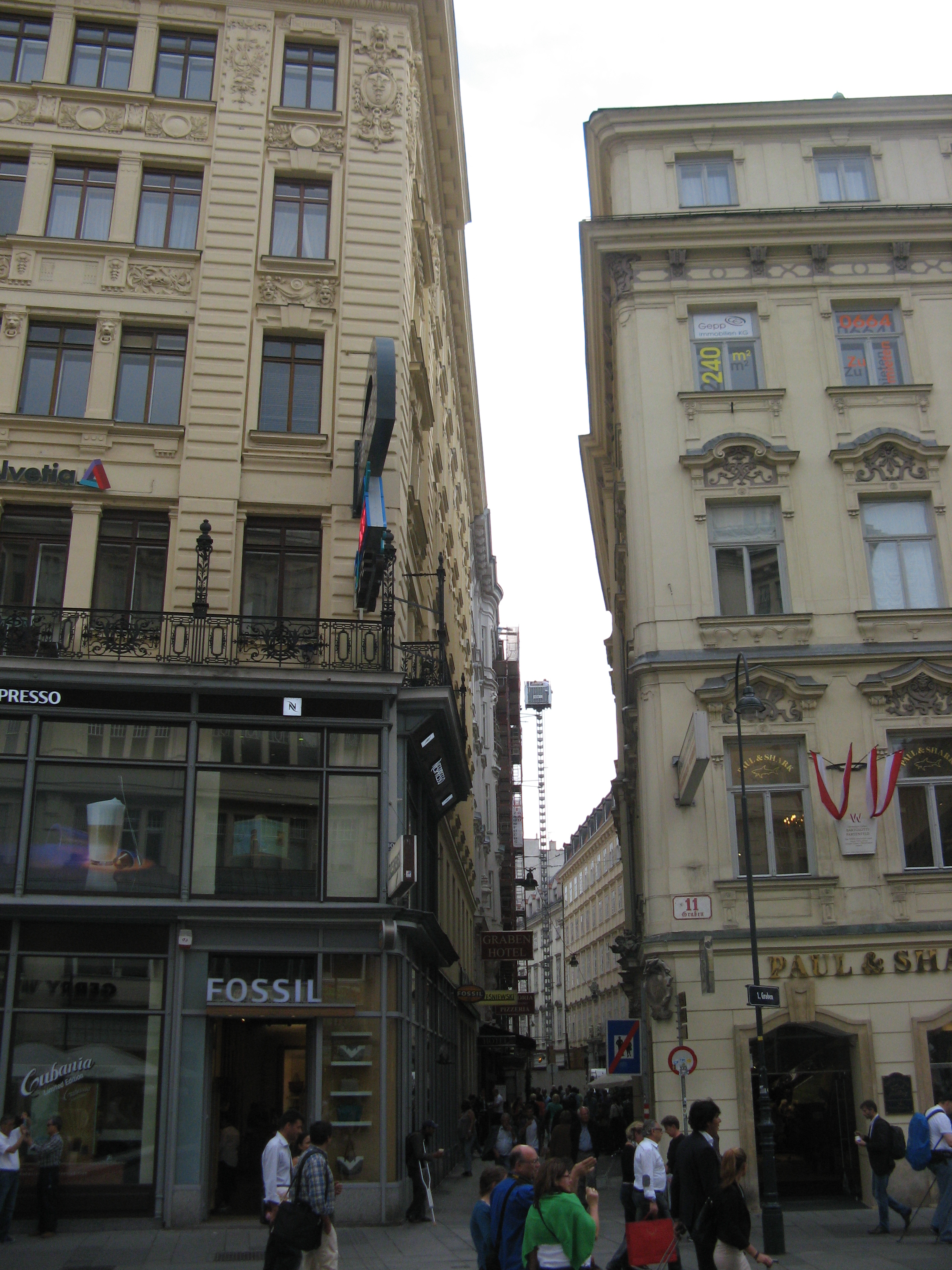
Beginn der Dorotheergasse beim Graben

### Nr. 1: Ankerhaus
Das an drei Seiten freistehende Wohn- und Geschäftshaus zwischen Spiegelgasse, Graben und Dorotheergasse wurde 1894–1895 von Otto Wagner errichtet. Das Gebäude mit seiner aus großen Glasflächen bestehenden Sockelzone nimmt im Frühwerk des Architekten eine bedeutende Stellung ein. Es liegt an der Hauptadresse Graben 10.

### Nr. 2, 4: Palais Bartolotti-Partenfeld
Das barocke Palais wurde 1720 vom Maurermeister Franz Jänggl an der Ecke Graben / Dorotheergasse als Miethaus errichtet. Obwohl die Hauptfassade mit ihrem Mittelrisalit in die Dorotheergasse weist, liegt es an der Hauptadresse Graben 11.

### Nr. 3: Graben-Hotel
An der Stelle des heutigen Gebäudes befand sich das bald nach 1683 errichtete Einkehrgasthaus Zum goldenen Jägerhorn. Der in der Nähe wohnende Franz Grillparzer pflegte hier beim Gastwirt Leibenfrost regelmäßig zu speisen. Das Haus wurde 1912 abgerissen.
1913 wurde das Graben-Hotel im späthistoristischen neobarocken Stil von Carl Stephann errichtet. Eine Gedenktafel erinnert daran, dass das Hotel ein Literatentreffpunkt gewesen ist, in dem Peter Altenberg von 1913 bis zu seinem Tod 1919 gewohnt hat und Franz Kafka und Max Brod verkehrten. Die Fassade wird durch einen von Vasen flankierten Mittelrisalit mit von zwei Atlanten getragenem Erker beherrscht. Das nachträglich veränderte Erdgeschoß beherbergt die Hotelhalle mit holzverkleideten Pfeilern aus dem Jahr 1925 und den Speisesaal mit Stuckbalkendecke und Eierstabfries.

### Nr. 5, 7: Westermannhäuser

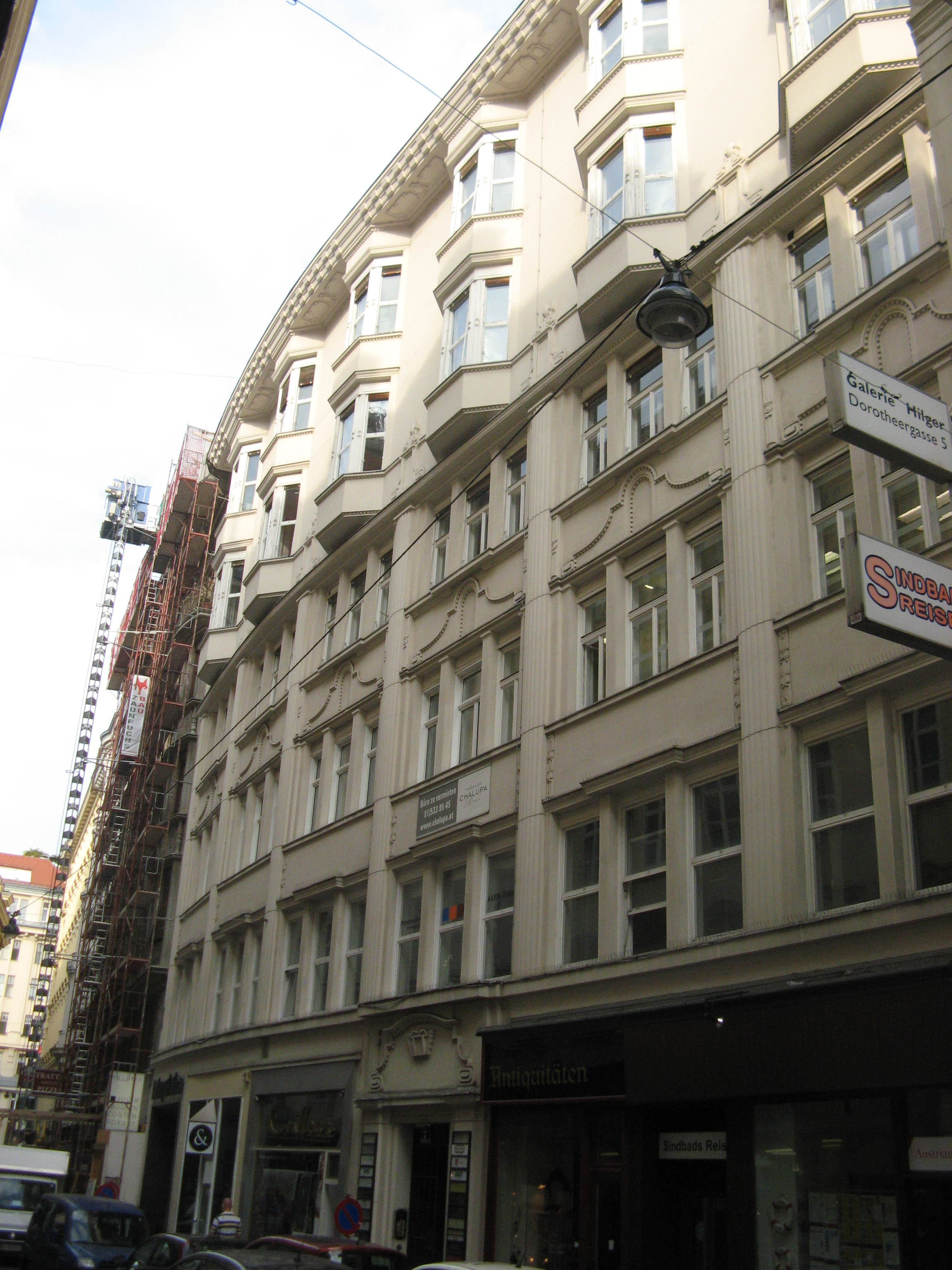
Dorotheergasse 7 (1912–1915)

Die beiden benachbarten spätsecessionistischen Wohn- und Geschäftshäuser wurden 1912–1915 von den Architekten Emil Hoppe, Otto Schönthal und Marcel Kammerer im Auftrag der Baugesellschaften A. E. Westermann & Co. und Westermann & Comp. KG erbaut, die auf Nr. 7 ihren neuen Geschäftssitz einrichteten. Die ungewöhnlichen Fassadengliederungen weisen moderne Strukturen mit klassizisierenden Dekorelementen auf. Bei beiden Häusern sind die Sockelzonen verändert.
Haus Nr. 5 zeigt über der Sockelzone ein horizontales Fensterband mit pfeilergegliederten Fenstergruppen und Wandfeldern mit vegetabilem Stuckdekor im 1. Obergeschoß. Ein weit vorkragendes Kordongesims bildet den Übergang zur Oberzone. Deren mittlere, von Rundstäben gegliederten und gerade verdachten Fenster sitzen vertieft, während die seitlichen Fenster in polygonal vortretenden, mehrgeschoßigen Bay-Windows platziert sind. Das Attikageschoß schließt mit einem wiederum weit vorkragenden Palmettengesims ab. Im Inneren sind Foyer und Stiegenhaus mit schlichtem geometrischem Dekor in der Art Otto Wagners versehen. Ein farbiges Majolikarelief zeigt eine Frau mit Putten und Blumen.
Haus Nr. 7 hat eine zweigeteilte Oberzone. Die Fassade des 1. bis 3. Obergeschoßes wird durch geriffelte Lisenen zwischen dreiteiligen Fenstern gegliedert. Das 4. und 5. Obergeschoß besteht aus polygonalen Erkern und weit vorkragendem Kranzgesims. Das Geschäftslokal der Galerie Tromayer wurde 1983 von Anna-Lülja Praun gestaltet und zeigt eine pyramidenförmige Skulptur von Gerwald Rockenschaub von 1988. Das fliesenverkleidete Foyer des Hauses mit seinen Stuckdecken, Messingblechspiegeln und Wandleuchten weist auf das Art déco voraus.
Das Gebäude auf Nr. 5 befindet sich im Eigentum einer 2015 von Karl Wlaschek hinterlassenen Stiftung.

### Nr. 6,8: Gebäude des Österreichischen Bühnenvereins

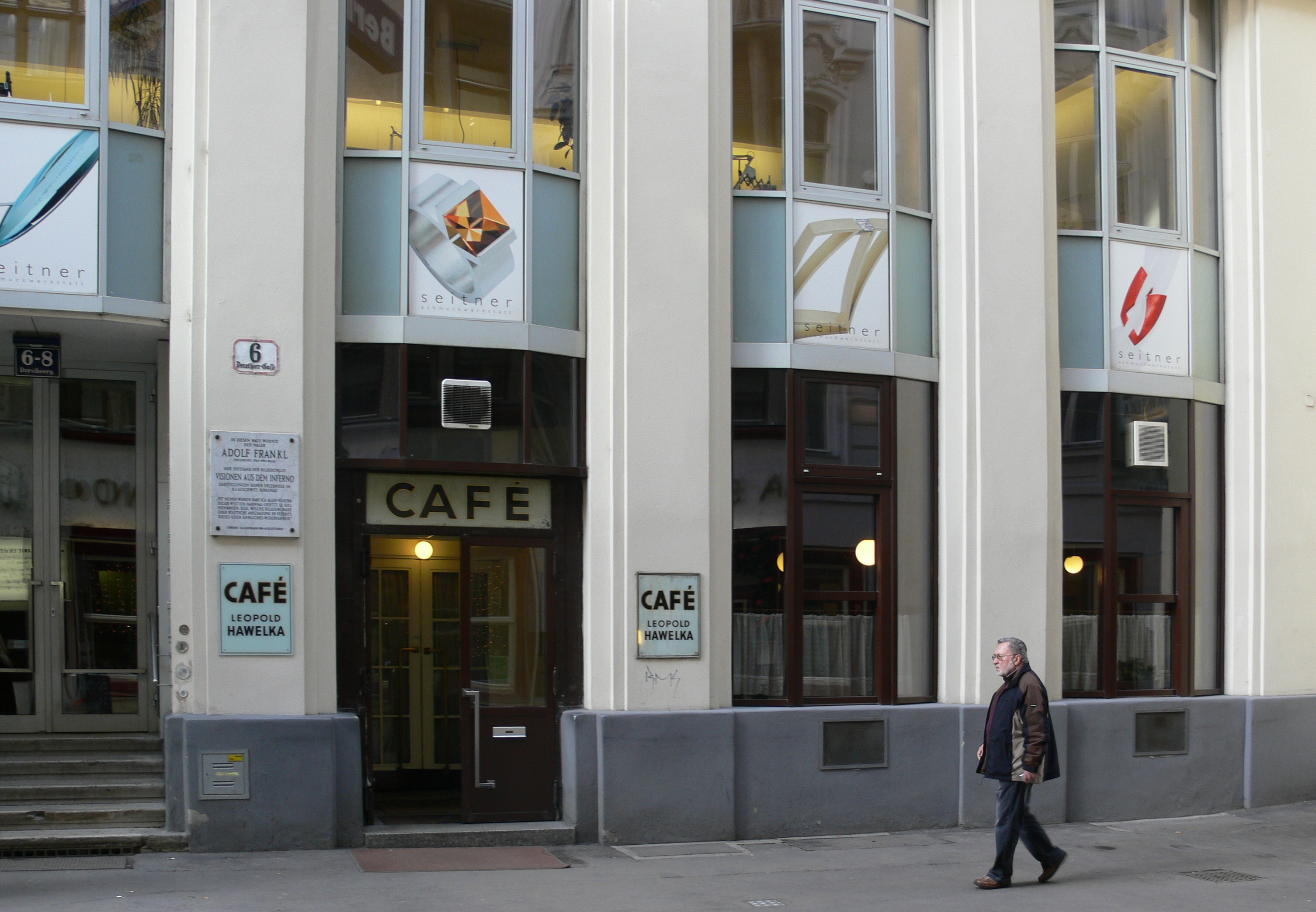
Café Hawelka, Dorotheergasse 6

Das spätsecessionistische Gebäude wurde 1912–1913 von Hans Mayr und Theodor Mayer für den Österreichischen Bühnenverein errichtet. Die Fassade besteht im Erdgeschoß aus Bay-Windows, während die Oberzone horizontal durch Kordongesimse und geschichtete Wandfelder gegliedert ist. Vertikal wird sie durch zwei symmetrische Achsen mit französischen Fenstern akzentuiert.
Der Veranstaltungssaal im Souterrain wurde mehrfach umgebaut, 1918 als Kinosaal, 1936 für das Tanzlokal Oase und 1947 für die Casanova Revuebühne und -bar. Das Lokal wird heute CasaNova Wien genannt und wirbt für sich mit der legendären amerikanisch-französischen Sängerin und Tänzerin Josephine Baker, die hier einst ebenso aufgetreten ist wie die genialen Doppel-Conférenciers Farkas & Waldbrunn. Einige unvergessliche Szenen des Kultfilms „Der dritte Mann“ aus dem Jahr 1949 wurden ebenfalls hier gedreht.
Im Haus befindet sich das bekannte Café Hawelka, das seit 1939 anstelle des Café Ludwig Carl existiert. Es war ein ausgesprochenes Künstlercafé, seit den 1950er Jahren u. a. Treffpunkt der Wiener Gruppe und der Wiener Schule des Phantastischen Realismus. Dementsprechend befinden sich hier auch Gemälde von Albert Paris Gütersloh, Rudolf Hausner, Wolfgang Hutter, Anton Lehmden, Christian Ludwig Attersee, Alfred Hrdlicka und Hubert Aratym. Die Innenausstattung ist noch großteils spätsecessionistisch.
Eine Gedenktafel am Haus erinnert an den Maler Adolf Frankl, der hier wohnte. Dieses Haus steht wie jenes auf Nr. 20–24 nicht unter Denkmalschutz. Es befindet sich im Eigentum einer 2015 von Karl Wlaschek hinterlassenen Stiftung.

### Nr. 9: Palais Starhemberg

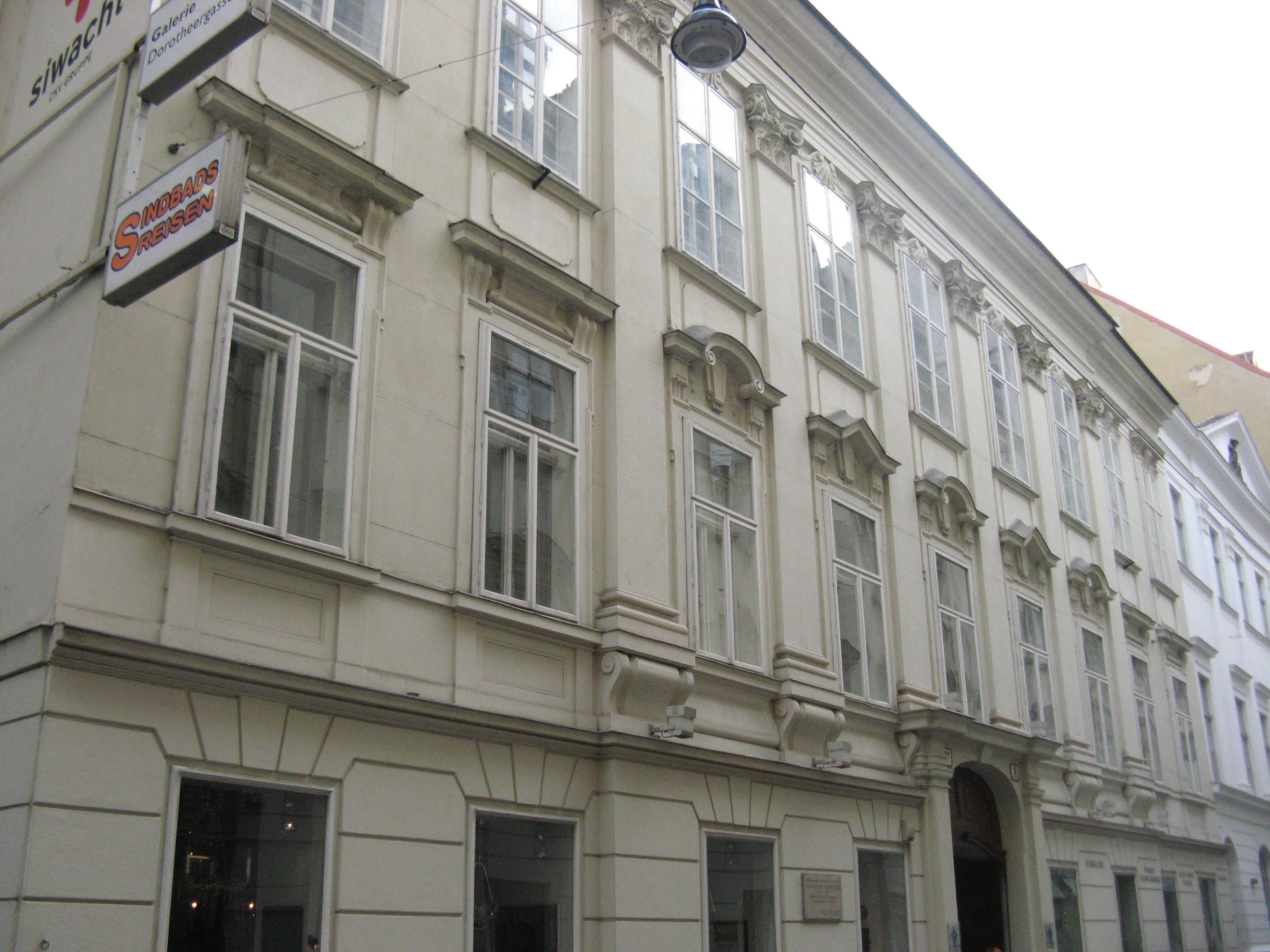
Dorotheergasse 9

Das frühbarocke Palais wurde 1640 von der Familie Pollhaim errichtet. Nach 1702 wurde es für Maria Josepha Gräfin Starhemberg hochbarock erweitert und neu fassadiert. Diese Arbeiten werden Matthias Steinl zugeschrieben. Unter dem Besitzer Alexander Markgraf Pallavicini wurden 1896 von Fritz Rumpelmayer Adaptierungen der Fassade und der Innenausstattung vorgenommen.
Die Fassade besteht aus einer genuteten Sockelzone, während die Oberzone einen Mittelrisalit mit korinthischen Riesenpilastern und durch Parapetputzfelder vertikal verbundene Fensterreihen zeigt. Das toskanische Pilasterportal ist gerade verdacht. In der Beletage befinden sich drei späthistoristische Stuckdecken in neobarocken Formen. Im Vordertrakt sind Kellerräume aus der Zeit nach 1640 und ein hochbarocker Dachstuhl erhalten.

### Nr. 10: Palais Dietrichstein

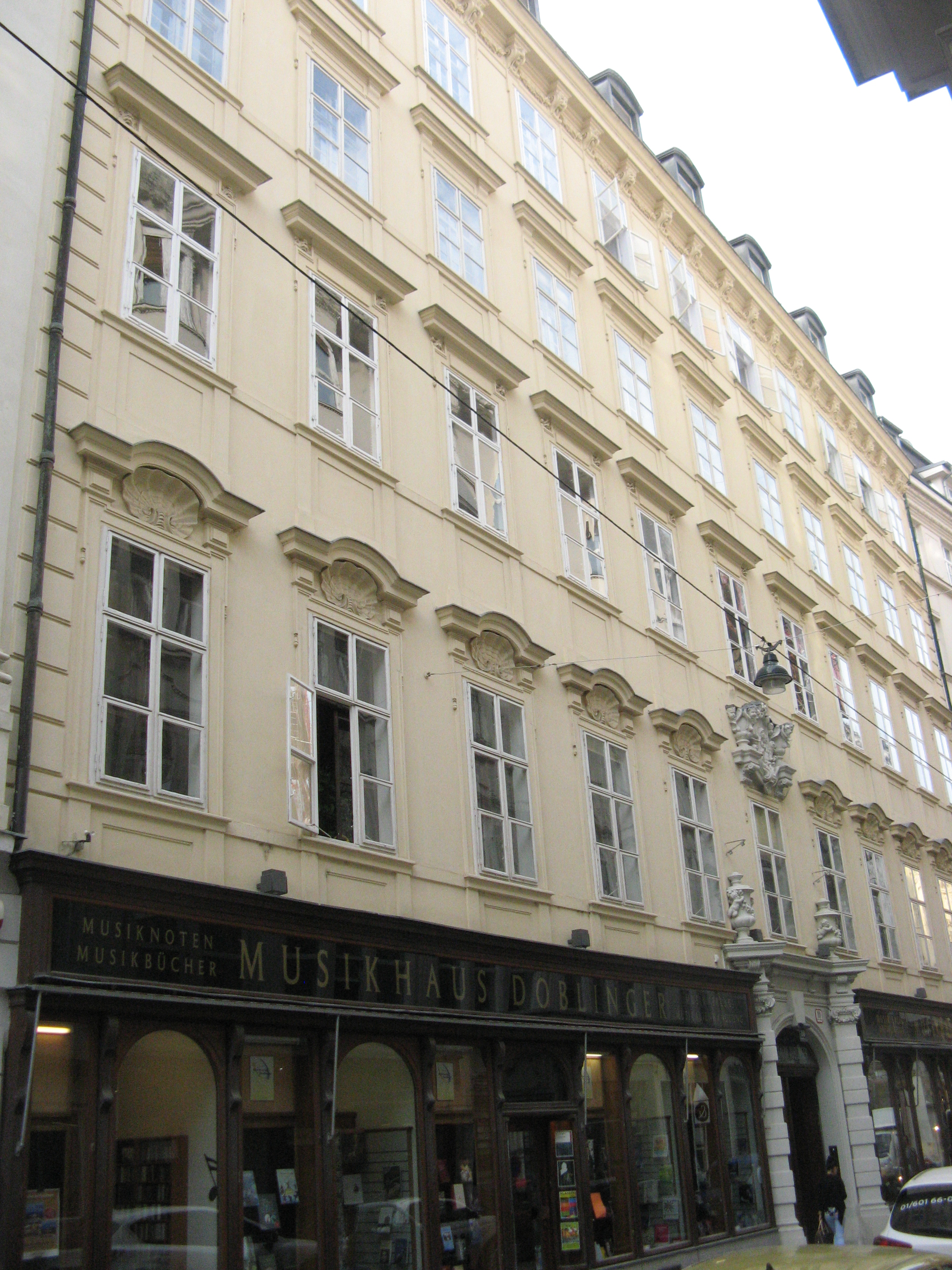
Musikhaus Doblinger, Dorotheergasse 10

Ab 1699 wurde an dieser Stelle anstatt des Gartens des ehemaligen Dietrichsteinschen Freihauses ein hochbarockes Bürgerhaus errichtet, das dem ungarischen Grenzunterzahlmeister Simon Prenner Edlen von Flammberg gehörte. 1825 kam es in den Besitz der Gräfin Marcelline von Worcell und Mitte des 19. Jahrhunderts in den des Hofzuckerbäckers August Dehne. 1873 zog der bedeutende Musikverlag Doblinger im Haus ein, dem es mittlerweile auch gehört. 1912 wurde das Gebäude um zwei Geschoße aufgestockt. Seit 1924 finden im sogenannten Barocksaal Hauskonzerte statt.
Das Äußere des Gebäudes besteht im Erdgeschoß aus einer durchgehenden Geschäftsverkleidung aus Holz aus dem Jahr 1904. Hier befindet sich auch das Korbbogenportal mit gebänderten ionischen Pfeilern und zwei Vasen mit Putten auf dem Gesims. Darüber ist ein gerahmtes Madonnenrelief mit Vasen und Cherubsköpfen zu sehen. Die Obergeschoßfenster sind vertikal durch Parapetfelder verbunden.
Im Inneren befinden sich in der Beletage mehrere Räume aus der Mitte des 19. Jahrhunderts mit Stuckdecken, darunter der Barocksaal, der außerdem Steinkamine und vergoldete Spiegel aufweist. Im Keller sind an der Grundstücksgrenze zur Bräunerstraße Nr. 5 mittelalterliche Fundamente aus Bruchsteinmauerwerk vom 14./15. Jahrhundert erhalten.

### Nr. 11: Jüdisches Museum

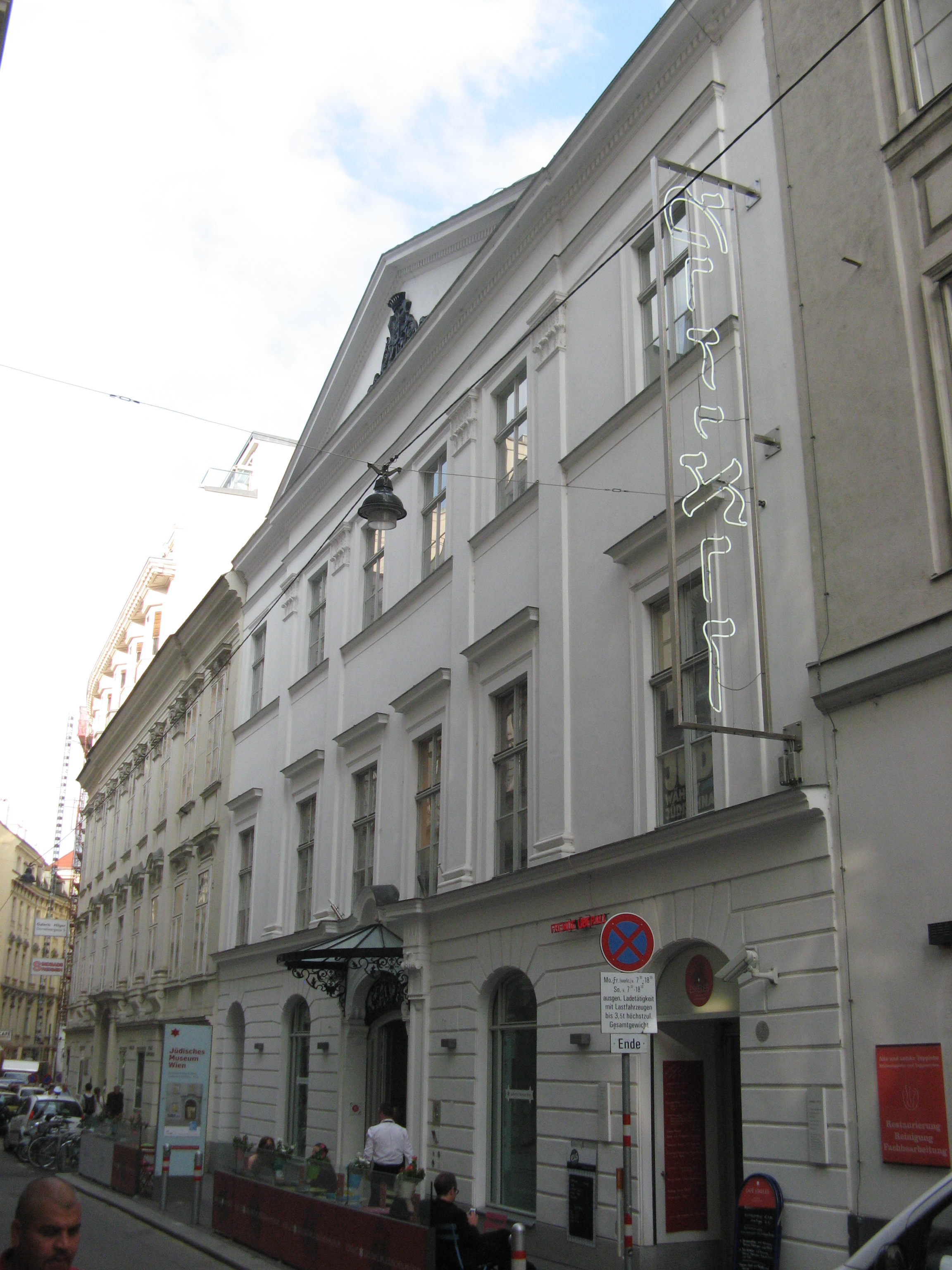
Jüdisches Museum, Dorotheergasse 11

Seit dem 14. Jahrhundert ist an dieser Stelle ein herzogliches Kanzleigebäude nachgewiesen, an dessen Stelle in der zweiten Hälfte des 16. Jahrhunderts ein adeliges Freihaus errichtet wurde. Es wechselte seinen Besitzer sehr häufig und gehörte u. a. den Familien Daun, Breuner, Sinzendorf, Harrach, Dietrichstein, Esterházy und Kaunitz sowie dem Bankhaus Arnstein und Eskeles. Von 1827 bis 1895 war es im Besitz der Grafen Nákó de Szent Miklos, in deren Zeit es spätklassizistisch umgebaut wurde. 1896 eröffnete hier die Galerie Miethke, die große Bedeutung für die Kunst der Jahrhundertwende besaß. Seit 1936 gehörte das Gebäude dem Dorotheum, das es 1993 dem Jüdischen Museum der Stadt Wien überließ.
Die Fassade von 1828–1830 besticht durch einen großen übergiebelten Mittelrisalit. Der Sockel ist genutet und besitzt Korbbogenfenster und ein späthistoristisches Portal von 1895. Die Obergeschoße werden durch Riesenpilaster gegliedert. Im Giebel ist das Wappen des Grafen Nákó zu sehen. Foyer, Stiegenhaus und Räume der Beletage sind späthistoristisch.

### Nr. 12: Palais Gatterburg

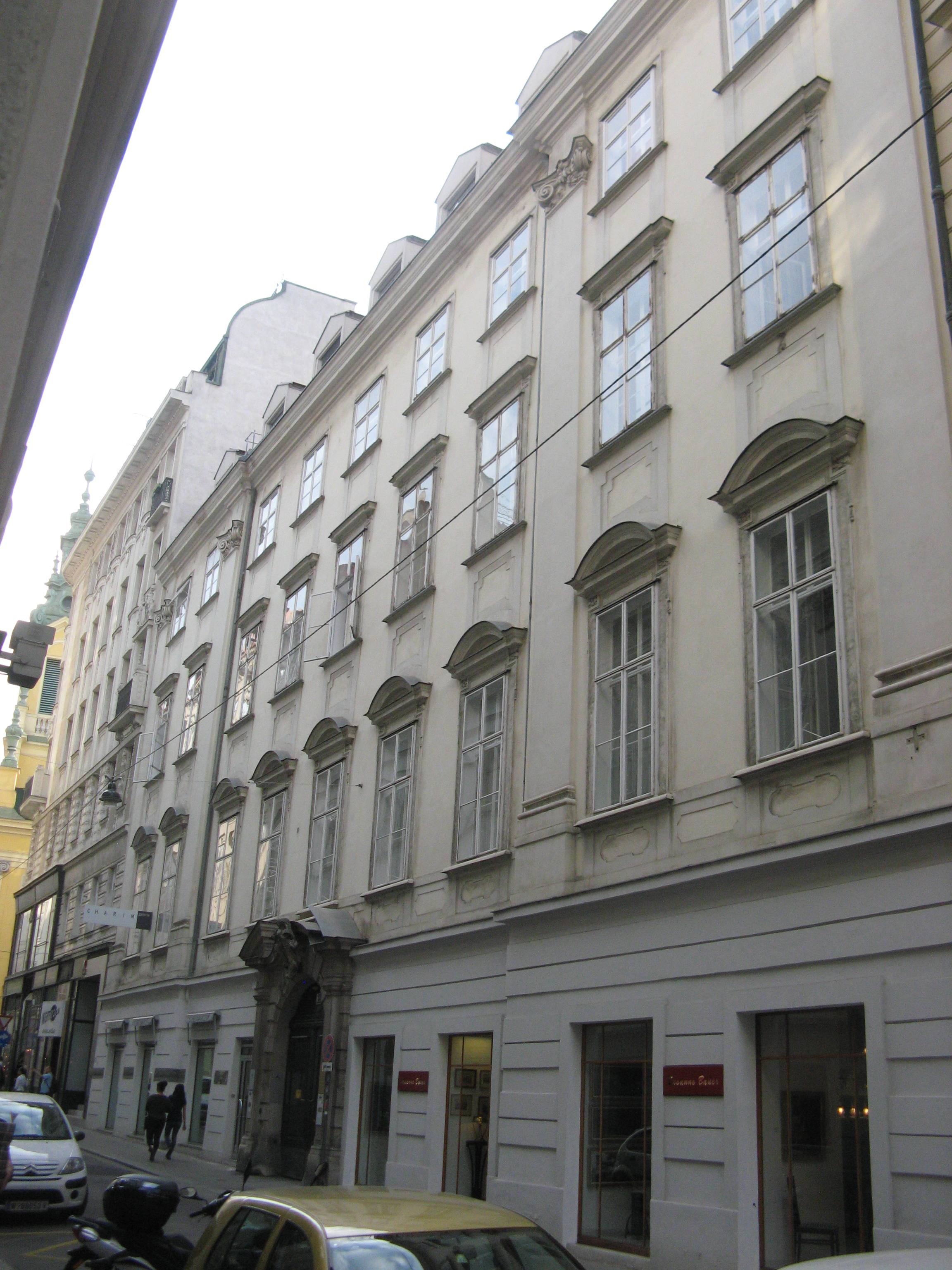
Dorotheergasse 12

Hier befanden sich die Hintertrakte des Gebäudes Bräunerstraße 7, an deren Stelle ab 1698 das hochbarocke Palais von Christian Alexander Oedtl für Carl Freiherrn von Häcklberg errichtet wurde. 1710 kam es in den Besitz der Grafen Gatterburg. Hier befand sich der Sitz der 1781 gegründeten Freimaurerloge Zur wahren Eintracht, wo 1791 der Meister vom Stuhl Ignaz von Born starb. 1918–1985 war im Haus der Sitz der Großloge von Österreich (siehe Freimaurer in Österreich), die am 12. März 1938 von der SS gestürmt wurde. 1996 wurde das Gebäude restauriert.
Die hochbarocke Fassade zeigt Seitenrisalite mit Riesenpilastern. Am gebänderten Sockel tritt das ebenfalls gebänderte toskanische Pilasterportal mit Rundbogenöffnung und gesprengtem Segmentgiebel hervor, an dem das Wappen der Grafen Gatterburg zu sehen ist. Die Fenster in den Obergeschoßen sind vertikal durch Parapetputzfelder verbunden. Der Innenhof ist schlicht und mit offenen Pawlatschengängen ausgestattet. In der Beletage befindet sich eine Stuckdecke um 1700 mit den weiblichen Allegorien der Stärke, Gerechtigkeit, Weisheit und Mäßigung.

### Nr. 13 und 15: Klosterneuburger Hof
An dieser Stelle erwarb das Kloster St. Dorothea 1415 und 1488 mehrere Häuser und errichtete um 1670 den Dorotheerhof genannten Stiftshof, der auch die heutige Plankengasse umfasste. Seit 1782 war er im Besitz des Stiftes Klosterneuburg. 1803–1807 errichtete Johann Nepomuk Amann die ein Ensemble bildenden schlichten klassizistischen Zinshäuser zwischen Dorotheergasse, Plankengasse und Spiegelgasse. Sie befinden sich an den Hauptadressen Plankengasse 6 und (gegenüber) 7. Die Plankengasse zweigt seit 1802 zwischen Dorotheergasse 13 und 15 von dieser ab.

### Nr. 14: Bräunerhof
Das an drei Seiten freistehende Wohn- und Geschäftshaus wurde 1910–1911 von Arnold Heymann im secessionistischen Stil zwischen Bräunerstraße, Stallburggasse und Dorotheergasse errichtet. Es befindet sich an der Hauptadresse Stallburggasse 2.

### Nr. 16: Reformierte Stadtkirche

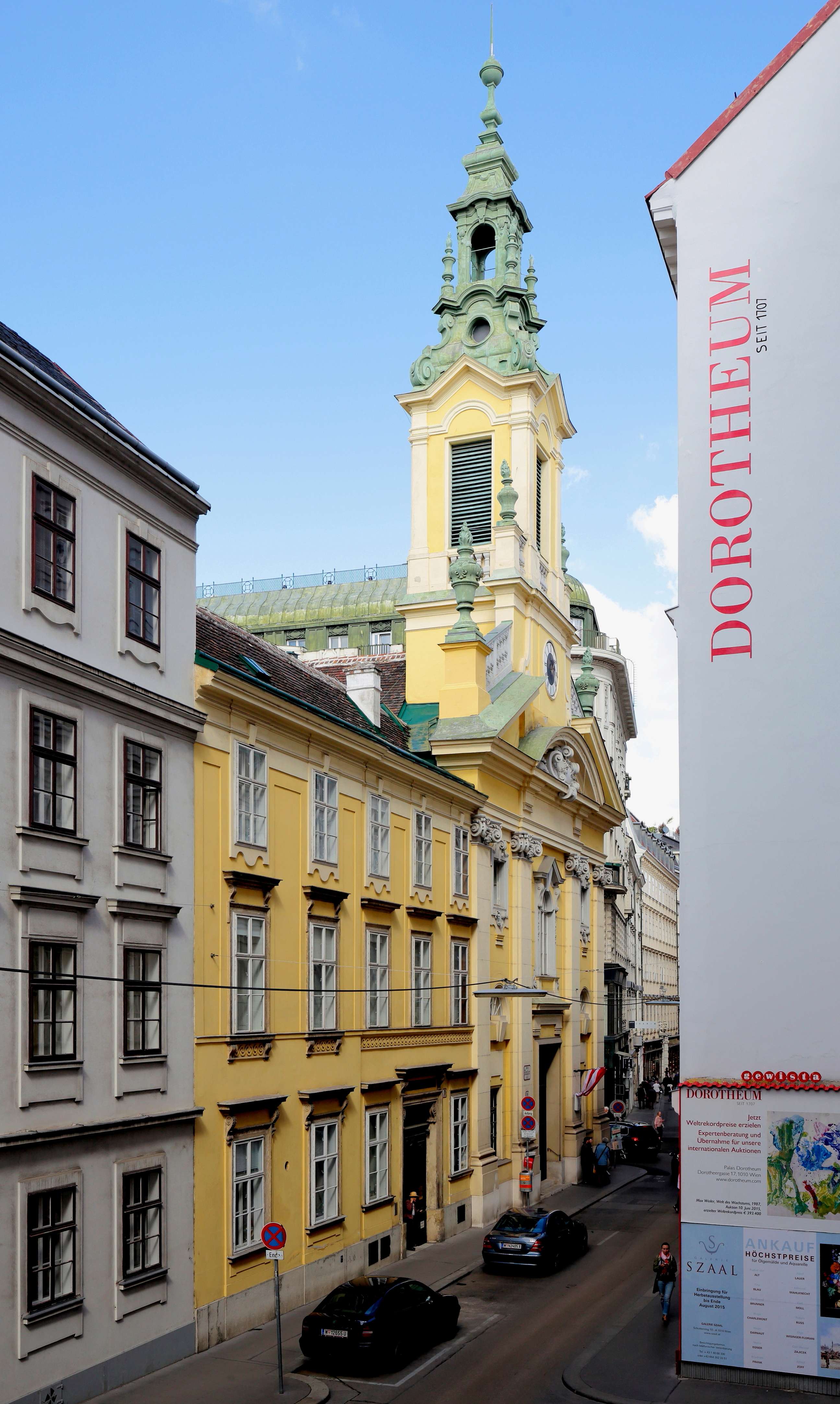
Reformierte Stadtkirche mit Pfarrhof, Dorotheergasse 16

Anstelle der Wirtschaftsgebäude des ehemaligen Königinklosters entstand 1783–1784 nach Plänen von Gottlieb Nigelli die Reformierte Stadtkirche, die ursprünglich als Toleranzkirche nach außen nicht als Kirche erkennbar war. Erst 1887 erfolgte die Umorientierung des Innenraumes und die Errichtung der neobarocken Einturmfassade durch Ignaz Sowinsky. Das Innere gilt als bedeutendster klassizistischer Sakralraum in Wien. Südwestlich an die Kirche schließt das Pfarrhaus an. Das Gotteshaus gehört zur Evangelischen Kirche H.B. in Österreich.

### Nr. 17: Dorotheum

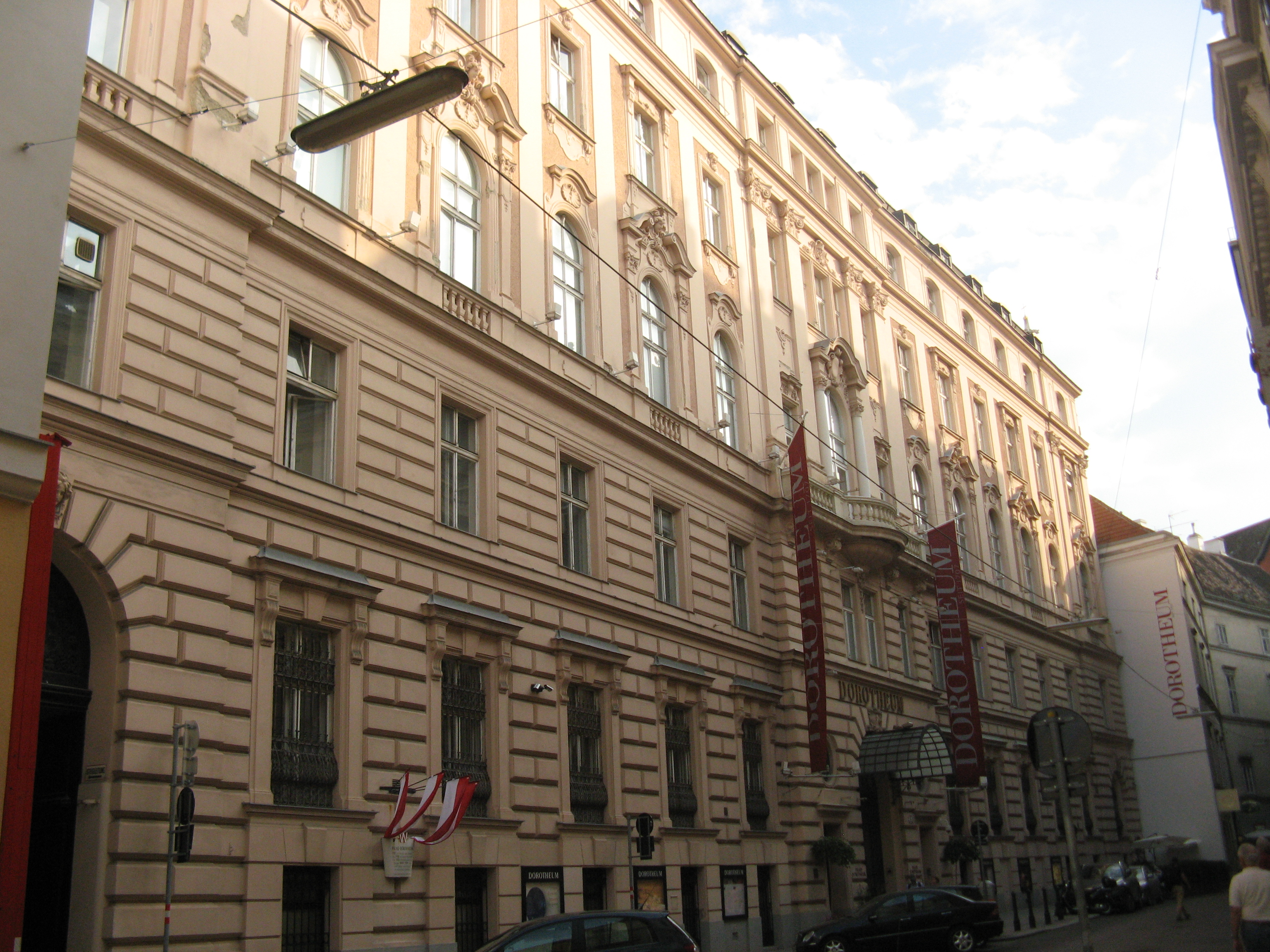
Dorotheum, Dorotheergasse 17

An dieser Stelle befand sich das 1357–1360 errichtete und 1410–1421 erweiterte Dorotheerkloster, ein Augustiner-Chorherrenstift. Dessen Kirche wurde 1459 geweiht und 1705 im Barockstil umgebaut, wobei sie eine Doppelturmfassade von Matthias Steinl erhielt. 1786 wurde es im Zuge der josephinischen Reformen aufgehoben. 1787 wurden die Kirchtürme abgerissen, 1788 wurde das Gebäude zum Versatzamt bestimmt. Dieses trägt wegen des ehemaligen Klosters den Namen Dorotheum. 1898–1901 erbaute Emil von Förster den späthistoristischen Neubau zwischen Dorotheergasse und Spiegelgasse. Durch Bombentreffer wurde 1945 der Ostteil des Gebäudes zerstört.
Im linken Hof befindet sich die Kielmannseggmauer als Trennmauer zum ehemaligen Klosterneuburger Hof. Hier wurden Architekturfragmente und Grabsteine aus der ehemaligen Dorotheerkirche angebracht.

### Nr. 18: Lutherische Stadtkirche

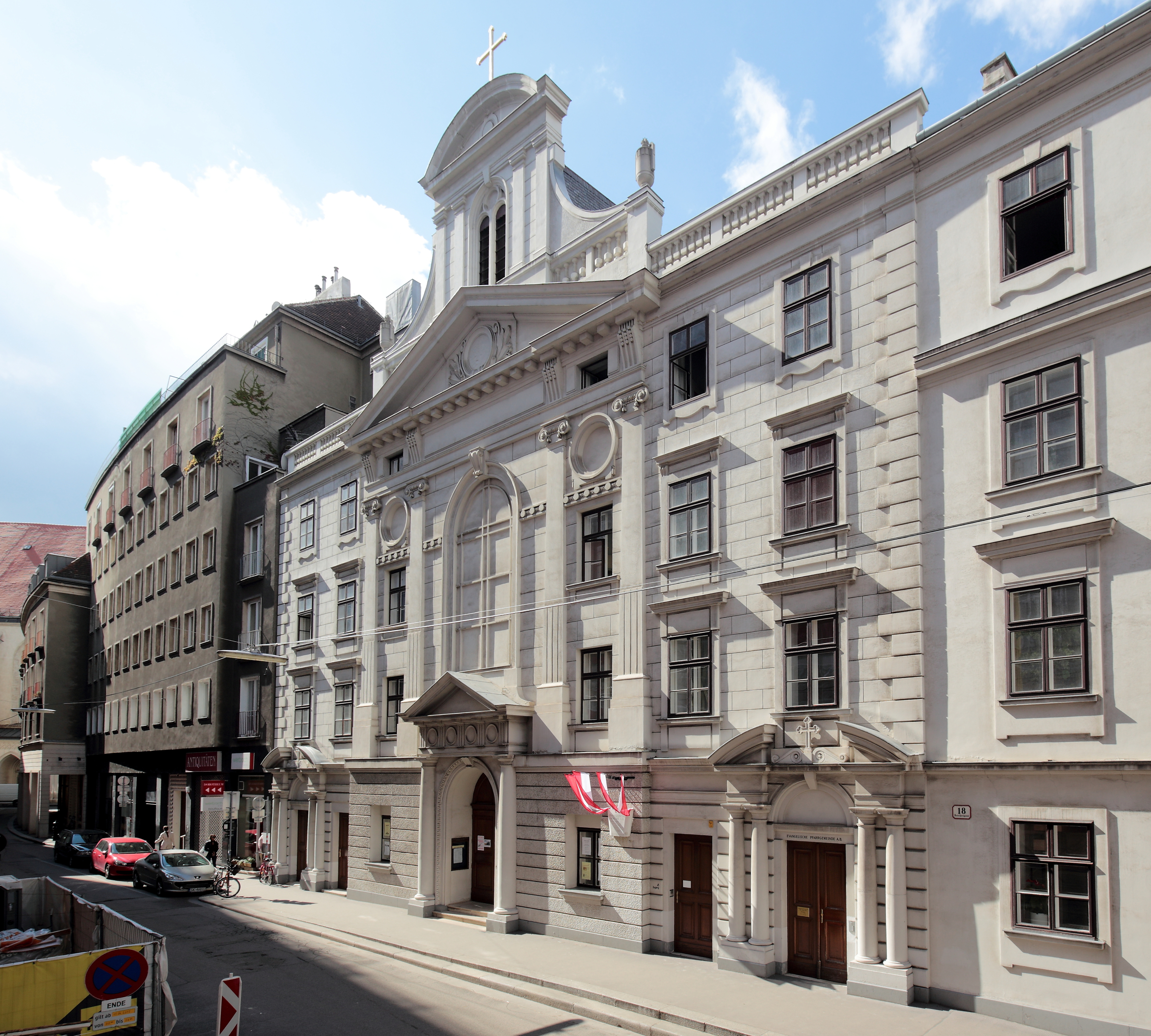
Lutherische Stadtkirche, Dorotheergasse 18

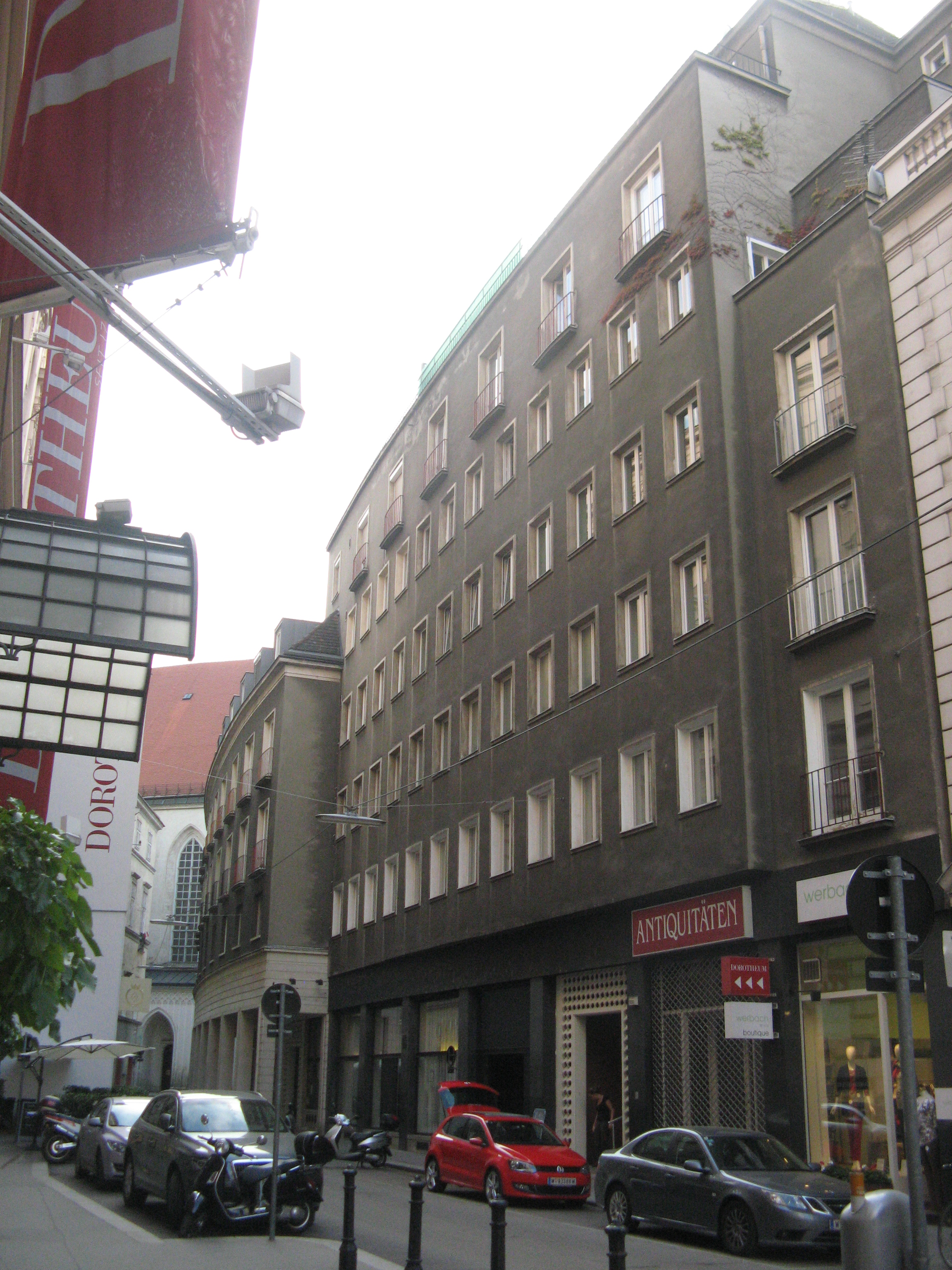
Abschluss der Dorotheergasse zur Augustinerstraße, Dorotheergasse 20–24

An dieser Stelle befand sich die Klosterkirche des Königinklosters, die 1582–1583 von Jacob Vivian nach Plänen von Pietro Ferrabosco im Renaissancestil erbaut wurde. Das Klarissenkloster Hl. Maria, Königin der Engel, wurde so genannt, weil es von Königin Elisabeth von Frankreich als Sühneopfer für die Bartholomäusnacht gestiftet worden war. Nach Aufhebung des Klosters im Zuge der josephinischen Reformen wurde die Kirche zu einer evangelischen Toleranzkirche umgebaut, wobei die bestehenden Kirchtürme abgebrochen werden mussten. Eine evangelische Kirche durfte als solche nicht nach außen erkennbar sein. Erst 1876 gestaltete Otto Thienemann die Fassade neu als sichtbaren Kirchenbau. 1907 orientierte Ludwig Schöne den Innenraum und verlegte den Eingang in die Dorotheergasse. 1945 wurde die Kirche durch Bombentreffer schwer zerstört und zunächst nur vereinfacht wieder aufgebaut. 1989–1990 erfolgte die Rekonstruktion der Fassade von 1907. Nordöstlich schließt das Pfarrhaus an. Das Gotteshaus gehört zur Evangelischen Kirche A.B. in Österreich.

### Nr. 20, 22, 24: Wohnhaus
An der Ecke Augustinerstraße und Dorotheergasse befand sich ein Trakt des Palais Pálffy, der im Zweiten Weltkrieg zerstört wurde. 1956–1958 errichtete Robert Kramreiter an seiner Stelle das heutige Wohnhaus, dessen Fassade dem Straßenverlauf angepasst ist. In der Dorotheergasse befinden sich ein vorgelagerter Laubengang und durchbrochene Portalrahmungen des Bildhauers Erwin Hauer. Dieses Gebäude steht ebenso wie jenes auf Nr. 6–8 nicht unter Denkmalschutz.